# Subroutine Records
Subroutine Records is een onafhankelijk platenlabel dat in 2005 in poppodium VERA werd opgericht door Koen ter Heegde, Niek Hofstetter en Tsjalling Venema. Subroutine Records richt zich vooral op beginnende bands. Subroutine Records heeft muziek uitgebracht van Awkward I, Rats on Rafts, The Homesick en Tramhaus.

## Geschiedenis
Een EP van Awkward I betekent de start van Subroutine Records, waarvan presentatie in Vera plaatsvindt. Koen ter Heegde, Niek Hofstetter en Tsjalling Venema zijn op dat moment alledrie vrijwilliger in popzaal VERA. Samen werken ze aan een sampler 'Little Next Best Things', waarvoor bands uit Nederland en België muziek aandragen. Subroutine Records geeft met deze sampler de muzikale interesses van het label aan, van Postrock en Indierock naar Singer-songwriter. 